# Nagyszentjános
Nagyszentjános è un comune di 1 859 abitanti situato nella contea di Győr-Moson-Sopron, nell'Ungheria nordoccidentale.